# آنا میلان
آنا میلان (انگلیسی: Ana Milán؛ زادهٔ ۳ نوامبر ۱۹۷۳) بازیگر، روزنامه‌نگار، نمایشنامه‌نویس، مجری تلویزیون، مانکن، و نویسنده اهل اسپانیا است. وی از سال ۱۹۹۳ میلادی تاکنون مشغول فعالیت بوده‌است.
از فیلم‌ها یا مجموعه‌های تلویزیونی که وی در آنها نقش داشته‌است می‌توان به فیزیک یا شیمی و هر چه بیشتر، بهتر اشاره کرد.